# Armand Guillaumin

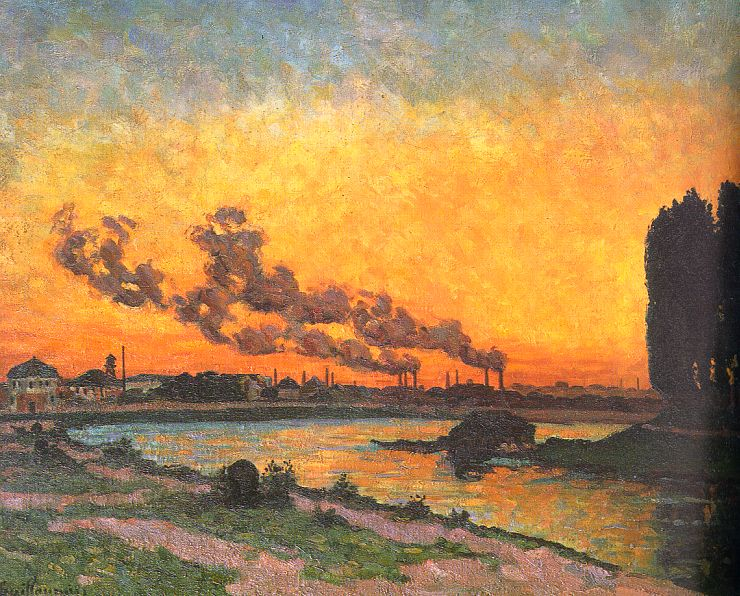
Soleil couchant à Ivry, 1873

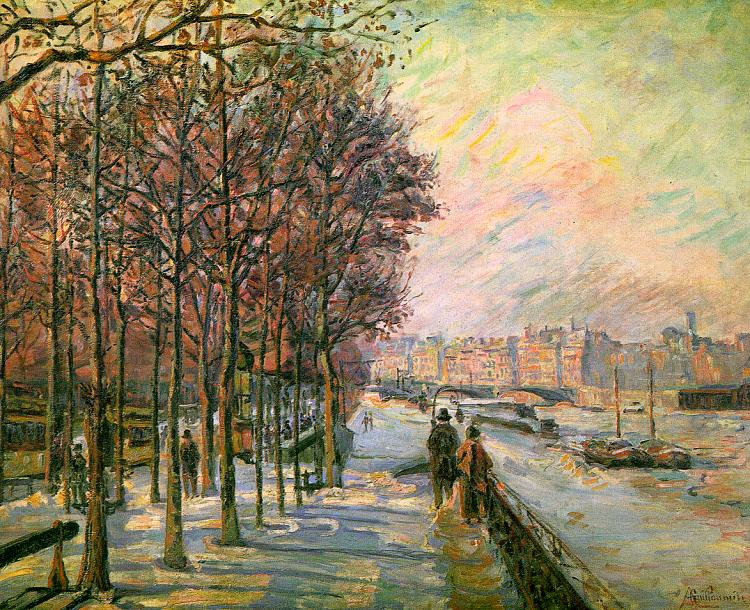
La Place Valhubert, 1875

Armand Guillaumin (właściwe Jean-Baptiste Armand Guillaumin; ur. 16 lutego 1841 w Paryżu, zm. 26 czerwca 1927 w Orly) – francuski malarz i litograf. Najdłużej żyjący spośród impresjonistów, najbardziej wierny kierunkowi i jednocześnie najmniej znany.

## Życiorys
Urodził się w Paryżu w rodzinie, która przeniosła się tam z centralnej Francji. Początkowo pracował w sklepie u stryja, studiując rysunek wieczorami. W 1861 podjął naukę w paryskiej Académie Suisse, gdzie poznał Paula Cézanne'a i Camille`a Pissarro. W 1863 wystawiał w Salonie Odrzuconych, a później wspólnie z innymi impresjonistami. Jego przyjaciółmi byli Paul Gauguin i Vincent van Gogh, którego brat Theo sprzedawał niektóre jego prace. W 1886 ożenił się z kuzynką Marie-Joséphine Charreton.
Przełomem w życiu artysty była wielka wygrana na Loterie Nationale w 1891, która umożliwiła mu całkowite oddanie się sztuce. Guillaumin zamieszkał wówczas w Crozant w departamencie Cantal, wiele podróżował, m.in. na południe Francji na Lazurowe Wybrzeże, do Owernii i Holandii. Zmarł na lotnisku Orly w wieku 87 lat, jako ostatni z francuskich impresjonistów.

## Twórczość

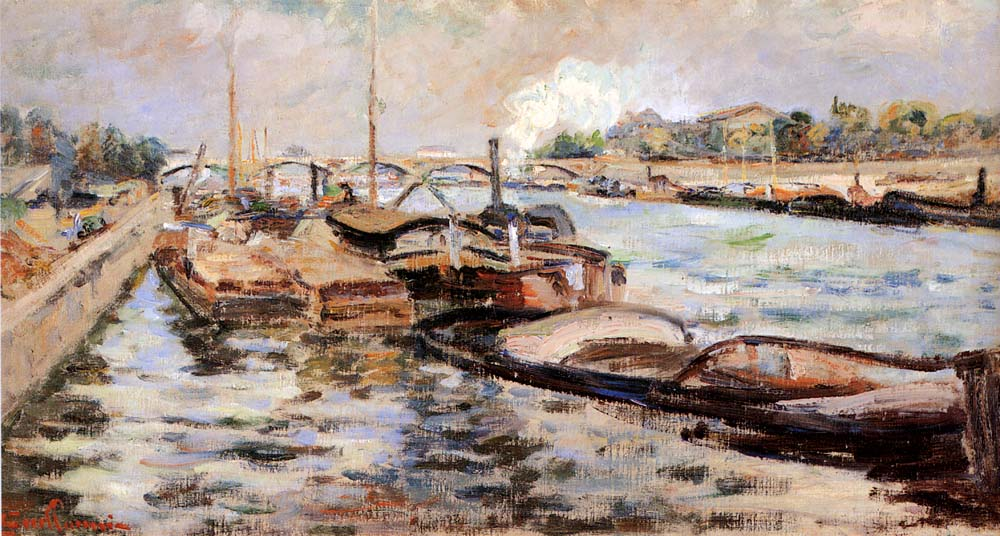
Seine-Port, ok. 1867

Armand Guillaumin był całe życie wierny założeniom impresjonizmu. Najważniejszą część jego twórczości stanowią pejzaże, ponadto sceny uliczne, martwe natury i portrety. Stosował bogatą i żywą kolorystykę, która zbliża jego prace do fowizmu. Najbardziej cenione przez krytyków były pejzaże okolic Paryża i wybrzeża Morza Śródziemnego. Guillaumin tworzył również akwaforty.
Pomimo że Guillaumin nigdy nie zdobył popularności Cézanne czy Pissarro, to nadal uważany jest za jednego z najwybitniejszych przedstawicieli impresjonizmu, a jego prace wystawiane są w największych muzeach i galeriach świata, m.in. Fine Arts Museums of San Francisco, Musée d'Orsay i innych.

## Wybrane prace
- Paysage de la Creuse, ok. 1898, Nowy Jork,
- La Creuse à Crozant, 1893,
- Paysage de neige à Crozant, ok. 1895,
- Le Moulin de la Folie,
- Le barrage de Gènetin.